# فرانسیسکو مورالدا
فرانسیسکو مورالدا (انگلیسی: Francisco Moraleda؛ زادهٔ ۵ ژانویهٔ ۱۹۰۱) بازیکن فوتبال اهل اسپانیا بود. او در پست مهاجم برای رئال مادرید و اتلتیکو مادرید کرده بود.

وی همچنین در تیم ملی فوتبال بی اسپانیا بازی کرده‌است.